# Митрофановский (Челябинская область)
Митрофановский — упразднённый посёлок находившийся Советского района Челябинского горсовета. В 1979 году включен в состав города Челябинск и исключен из учётных данных.

## География
Расположен в юго-западной части города Челябинска, на берегу Шершневского водохранилища.

## История
В 1832 году вблизи Челябинска был выделен участок челябинскому уездному врачу Василию Григорьевичу Жуковскому, где он построил свое имение. В 1840 году имение Жуковского хутор Михайловский перешло к его дочери Александре Покровской. К началу XX века в экономии «Михайловский хутор» имелись конный завод, стадо молочных коров, животноводческие фермы, винокуренный завод, кузнечная, слесарная и столярная мастерские. На «хуторе господ Покровских» стояли жилые дома работников, в них проживало около двухсот человек. В 1918 году имени было национализировано, а в 1923 году на его базе был основан совхоз, который был назван в честь А. Х. Митрофанова — Митрофановским.
По данным на 1926 год совхоз Митрофановский состоял из 156 хозяйств. В административном отношении входил в состав Шершневского сельсовета Челябинского района Челябинского округа Уральской области.
В 1966 году было введено в эксплуатацию Шершневское водохранилище, в его зону затопления попали земли как самого совхоза, так и часть поселка с Митрофановским спиртзаводом. Для защиты от затопления завода была выстроена специальная дамба. В том же году посёлок был передан из состава Сосновского района в состав Челябинского горсовета. В 1968 году завод был закрыт из-за невозможности утилизации отходов. А в 1969 году из-за прорыва дамбы, он оказался затоплен в месте с прилегающими жилыми домами.
Указом ПВС РСФСР от 3.12.1979 года посёлок Митрофановский включен в состав города Челябинск.

## Население
| 1970 | 1977 |
| ---- | ---- |
| 1138 | ↘800 |

По переписи 1926 года в совхозе проживало 480 человек (230 мужчин и 250 женщина), в том числе русские составляли 80 % населения, башкиры — 2 %.